# Makesense
 (octobre 2024).
Makesense est une association loi de 1901 créée en août 2011 avec comme objectif de promouvoir l'entrepreneuriat social auprès du grand public et des professionnels.

## Historique
En 2010, Christian Vanizette et Romain Raguin partent en Inde, en Thaïlande et au Cambodge à la rencontre d'entrepreneurs sociaux. Leur objectif est de développer une application web pour mettre à disposition des entrepreneurs sociaux les compétences qui leur manquent pour développer leurs projets. À leur retour, en 2011, Christian Vanizette s'associe à Leila Hoballah, elle aussi de retour d'un voyage similaire. Ils reprennent cette idée et complètent l'outil en ligne par l'organisation de temps d'échange réels entre les entrepreneurs et les bénévoles prêts à mettre leurs compétences et idées. Makesense est fondé sous le statut d’association.

## Organisation

Ancien logo.

Makesense est une plateforme en ligne sur laquelle des entrepreneurs sociaux peuvent soumettre un projet qu'ils développent et les obstacles qu'ils rencontrent. Ils formulent un défi et proposent aux internautes de les aider à le résoudre. Une fois le défi publié, des bénévoles de Makesense peuvent organiser une session de créativité d'environ deux heures, ouverte à tous. 
Depuis la création de Makesense en 2011, la plateforme a permis à 800 entrepreneurs sociaux de développer leurs projets, avec l'aide de 20 000 bénévoles répartis dans 100 communautés locales à travers le monde.
CommonsSense est une branche de Makesense créé en 2012. C'est une agence de conseil en innovation et en organisation au statut de SAS. CommonsSense reverse une partie de ses bénéfices à l'association afin d'en consolider le modèle économique. La branche annonce avoir travaillé avec une cinquantaine d'entreprises, de 2012 à début 2016. 
SenseSchool est la branche de formation de Makesense créée en 2013 par Marine Plossu et Caroline Delboy et qui reverse une partie de son chiffre d'affaires annuel à l'association. Elle est dédiée à la création et l'animation de programmes pédagogiques innovants basés sur l'acquisition de compétences en développement de produits et services à impact positif.  Elle est notamment à l'origine de la création du master Design for Social Impact du Paris College of Arts.
Le SenseCube est l'incubateur à entreprises sociales de Makesense. Il a été créé en 2014 à Paris. En février 2016, l'incubateur de Makesense avait accompagné 12 start-ups, et celles-ci avaient levé un million d'euros en tout. Un incubateur a également été créé à Bruxelles.
MKS Room a été créé en 2014 afin de promouvoir l'entrepreneuriat social et l'économie sociale et solidaire à travers des performances musicales et culturelles,.

## Distinctions
Christian Vanizette est sélectionné en 2013 par Ashoka, réseau international d'entrepreneurs engagés pour l'innovation sociale, pour le travail accompli au sein de Makesense.
En 2016, Forbes sélectionne Christian Vanizette parmi son premier classement européen des « 30 under 30 », les entrepreneurs les plus prometteurs de moins de 30 ans,.